# Demetrio Ramos Pérez
Demetrio Ramos Pérez (Valhadolid, 1918 - Valhadolid, Julho de 1999) foi um destacado historiador e americanista espanhol.
Demetrio Ramos licenciou-se na Universidade de Valhadolid, doutorando-se na Universidade de Madrid em 1943, dedicando-se a estudar a História das Américas em todas as suas épocas. Publicou cerca de trezentos trabalhos, entre os quais mais de quarenta livros.